# Fahmi Balay
Fahmi Balay (* 1. Juli 1963 in Dohuk) als Fehmî Balayî ist ein irakischer Künstler und Autor.

## Leben
1985 absolvierte Fahmi Balay ein Diplom-Studium der Malerei am „Institut der Schönen Künste“ in Neynewa-Irak, anschließend studierte an der Al-Huraa-Universität (Den Haag), und machte dort 2012 seinen Master-Degree-Abschluss.
Er ist der Autor zahlreicher kunstkritischer und kunstwissenschaftlicher Beiträge. Er ist seit 1985 ehrenamtliches Mitglied im Irakische Kunst e.V. Ausrichtung von Kunstfestivalen. Von 1993 bis 1995 war Fahmi Balay Dozent, dann war er der Vorsitzende des Vereins „Künstler für Kurdistan in Duhok“.
Fahmi Balay ist selbständiger Fotograf, spezialisiert für Landschaftsfotografie.
Er ist Mitglied im Europäischen Verein Kurdischer Maler im Exil. Von 2000 bis 2004 war er  Vorsitzender des Vereins „Kurdische Kultur e.V. Berlin“, Mitglied im Russischen Kulturvereins in Berlin seit 2004. Seit 2005 ist er erster Vorsitzender im Institut für Wissenschaft und Forschung e.V., 2006 Gründungsmitglied des Vereins Irakische Kunstmaler in Berlin. seit 2010 Mitglied im RAW-Tempel Friedrichshain-Kreuzberg.

## Schriften
- Die Kunstgeschichte in Kurdistan. Verlag Spirez, Duhok,  2006.
- Die Kunstgeschichte in Mesopotamien. Verlag Spirez, Duhok,  2007.
- Die Farbenlehre. Verlag Spirez, Duhok, 2008.
- Unbekannter Henri Matess Hrsg. Kurdistan Regional Government, Ministerium Irak. 2011.

## Ausstellungen (Auswahl)
- 1984/1993/1994/2011 Duhok/Irak
- 1985 Ausstellung in  Neynewa/Irak
- 1986 Ausstellungen in Duhok, Hewler, Suleymani/Irak
- 1988 Ausstellung in Bagdad/Irak
- 1996 Ausstellung in  Dessau/Deutschland
- 1999 Berlin Galerie 66 / Deutschland
- 1999 Berlin Galerie Stufe 85
- 2000 Berlin Galerie Kurdisches Kulturhaus
- 2000/2004 Berlin Galerie Awadani e.V.
- 2001/2003 Berlin Galerie
- 2002 Berlin Galerie Club Spitel-Kolonnaden
- 2006 Berlin Galerie für Kunst und Keramik
- 2006 Hannover ILK e.V.
- 2010 Dessau Kultur-Zentrum
- 2011 Ausstellung in der Galerie Duhok-Irak